# Axalp
Axalp is een berg van 1535 meter boven zeespiegel in de gemeente Brienz. Het is gelegen in het Zwitserse district Interlaken binnen het Kanton Bern. De top is vanuit Brienz in ongeveer 35 minuten met de auto te bereiken.  
De berg wordt al eeuwenlang gedurende de zomer gebruikt om vee te laten grazen. Vandaag de dag is de Axalp in het winterseizoen een wintersportgebied. Zo zijn er skiliften en wordt de Axalp beschouwd als zeer kind- en gezinsvriendelijk. 
Langs de waterpartij van de Hinterburgseeli loopt een wandelpad waaraan Brienzer houtsnijders houtstronken hebben bewerkt tot beelden. Aan de zuidzijde van de Axalp stroomt vanuit de waterpartijen op de berg de Giessbachwaterval.

## Links
- Axalp portaal
- Toerisme Brienz